# Żupca
Żupca – w średniowieczu zastępca i pomocnik urzędnika mającego funkcje sądowe (sędziego, wojewody, starosty, podkomorzego, podsędka). 
Żupca był powoływany i odwoływany przez urzędnika, którego zastępował. Jego kompetencje zależały od zleconych mu przez powołującego go urzędnika zadań i oprócz czynności pomocniczych brał również udział w rozsądzaniu spraw w zastępstwie urzędnika, np. żupca mianowany przez podkomorzego dokonywał najczęściej faktycznego wytyczania granic nieruchomości.
Żupcy w takim znaczeniu pojawiają się w początkach XIV w. na Mazowszu i w Wielkopolsce. Później w innych dzielnicach. 
Wcześniej żupcą określano (czasami zamiennie z żupanem) urzędnika pomocniczego komesów grodowych i kasztelanów. 
Nazwa wywodzi się od żupy, które to słowo oznaczało w Polsce piastowskiej również urząd z uposażeniem lub samo uposażenie.